# Штенцл, Шломо
Шломо Штенцл (ивр. שלמה שטנצל‎, 16 августа 1884, Челядзь, Бендзинский повят — 1919) — польский ортодоксальный раввин. Он был главным раввином Челядзи, Польша, и равом, даяном и рош-иешива Сосновца в Польше. Он является автором книг «Кохелес Шломо» и «Бейс Шломо», первая из которых опубликована посмертно.

## История семьи
Штенцл родился 16 августа 1884 года (25 ава 5644 года) в Челядзи, Польша в семье Хаима Дова (Бериша) Штенца из Челядзи, радомского хасидского раввина.
У Штенцла был брат, идишский поэт Авраам Нохум, и две сестры, Эстер и Циме.

## Биография

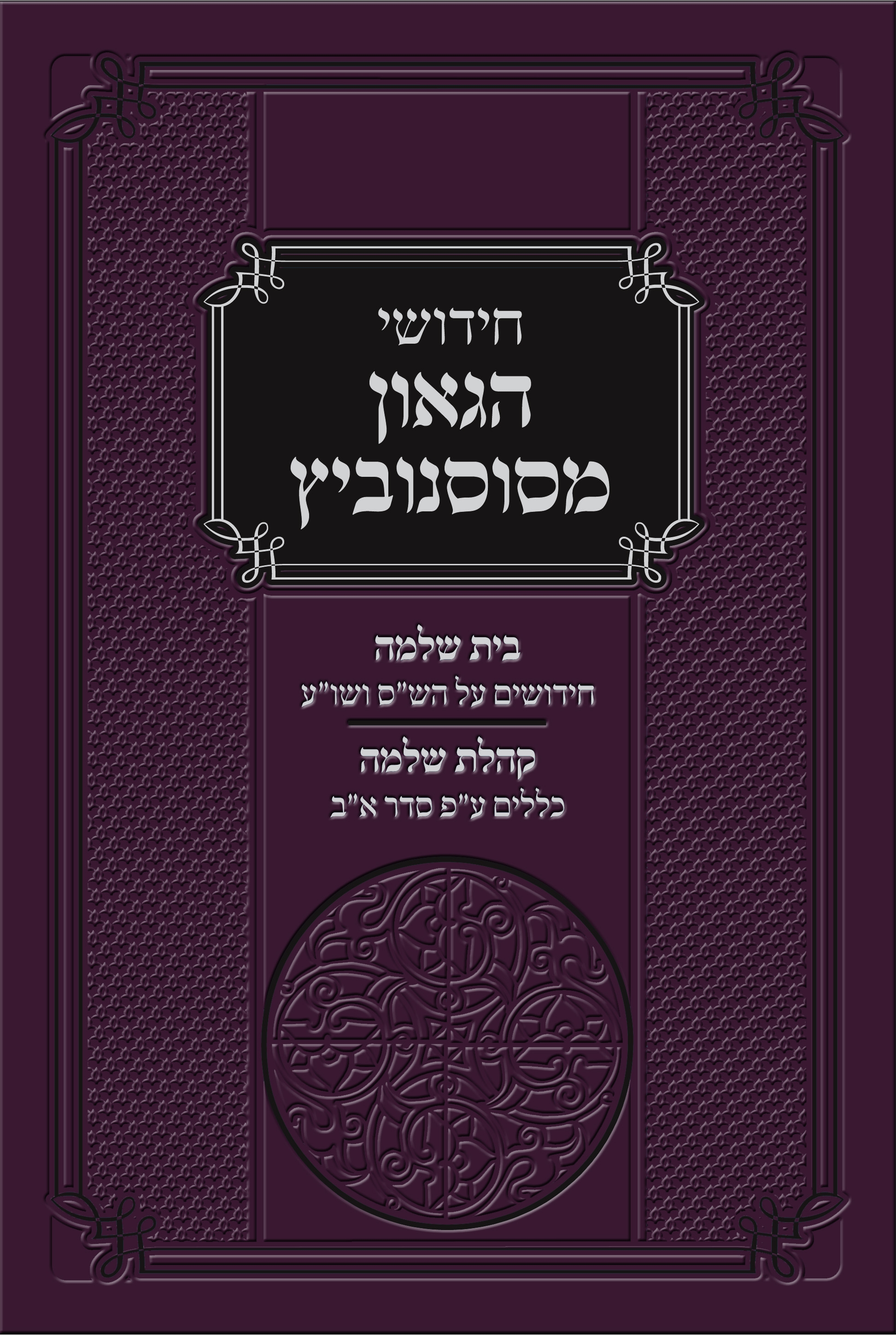
Передняя обложка Новеллы Торы гения из Сосновца, состоящей из двух произведений Штенцла, «Бейс Шломо» и «Кохелес Шломо».

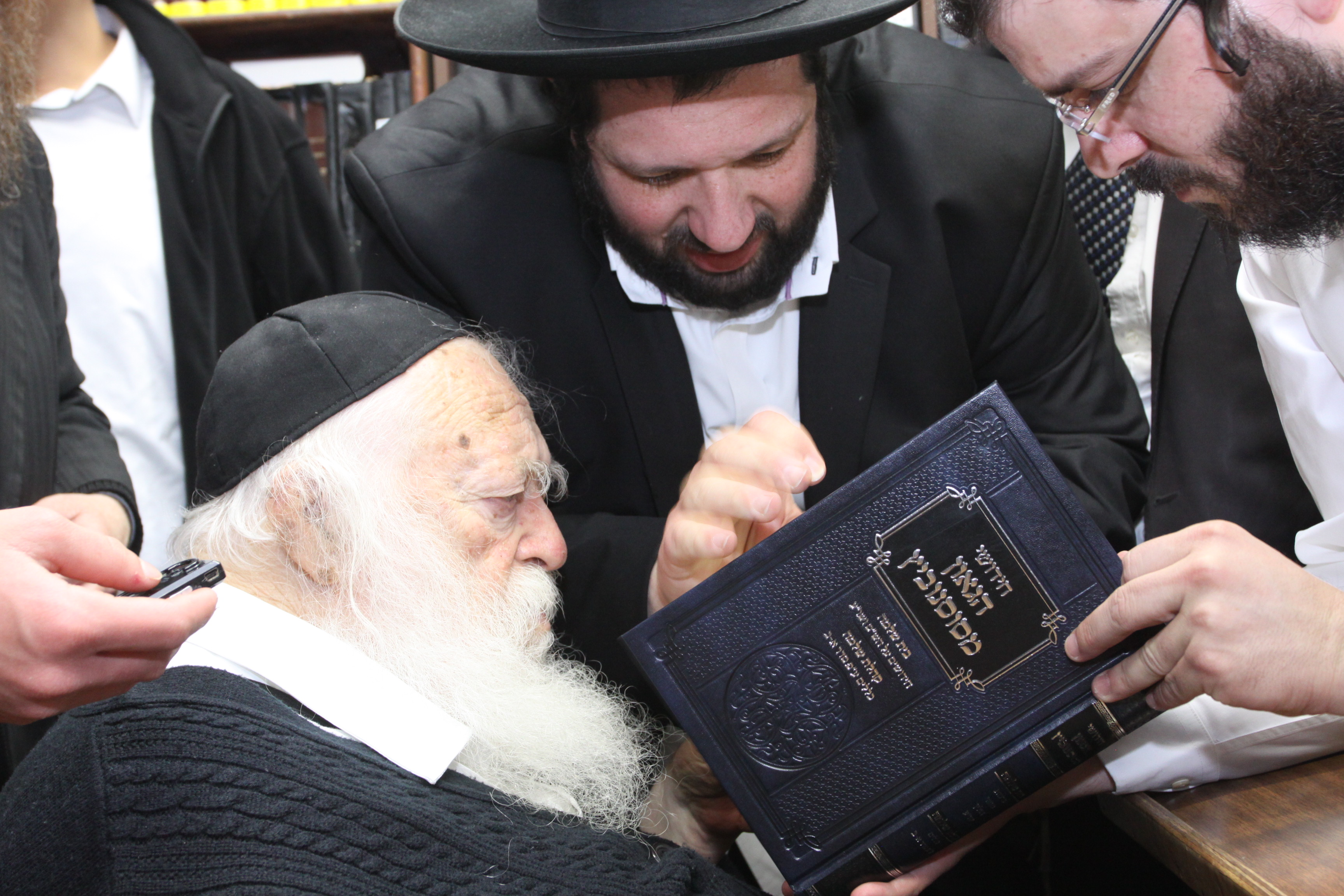
Хаим Каневский смотрит данную книгу

В 1897 году, за несколько месяцев до своей бар-мицвы, Шломо отправился в Берцезниц, чтобы учиться у его главного раввина Яакова Йосефа ха-Коэна Рабиновича, автора книги «Эмес Ле-Яаков». Несколько месяцев спустя, когда Рабинович был назначен главным раввином Клабоцка, он взял с собой Штенцла. Через полтора года Шломо вернулся в ешиву Амстова, чтобы проучиться ещё год. Зимой 5661 года по еврейскому календарю (1900–1901) он шесть месяцев учился у Авраама Борнштайна. Летом 1901 года он вернулся домой в Челядзь.
Через несколько дней после своего восемнадцатилетия в 1902 году Штенцл женился на Мириам Байла, дочери раввина Эфраима Мордехая Моттеля Цвайгенхафта. После женитьбы Штенцл начал вести дневник, в котором вёл хешбон ханефеш (дословно — «душевный расчет»), который был обнаружен только после его смерти.
В возрасте 21 года Штенцл стал раввином Челядзи. Четыре года спустя он переехал в Сосновец и был назначен раввином и даяном (религиозным судьёй). Он также возглавлял ешиву.
Штенцл умер 31 августа 1919 года (5 элула 5679 года) в возрасте 35 лет.

## Семья
Штенцл — отец Йоны Штенцля и Эстер (1913–1943), жены Шломо Зева Цвайгенхафта.

## Труды
Отец Штенцла собирал и готовил к публикации сочинения сына. Затем рукопись была разделена на две книги: «Кохелес Шломо» и «Бейс Шломо». Первая была опубликована в 1932 году и переиздана в 1973 году его израильскими потомками. В 2013 году «Бейс Шломо» впервые был опубликован в одном томе совместно с «Кохелес Шломо» в Иерусалиме. Книга называлась «Чидушей агаон М’Сосновиц» («Роман о гении из Сосновца»).

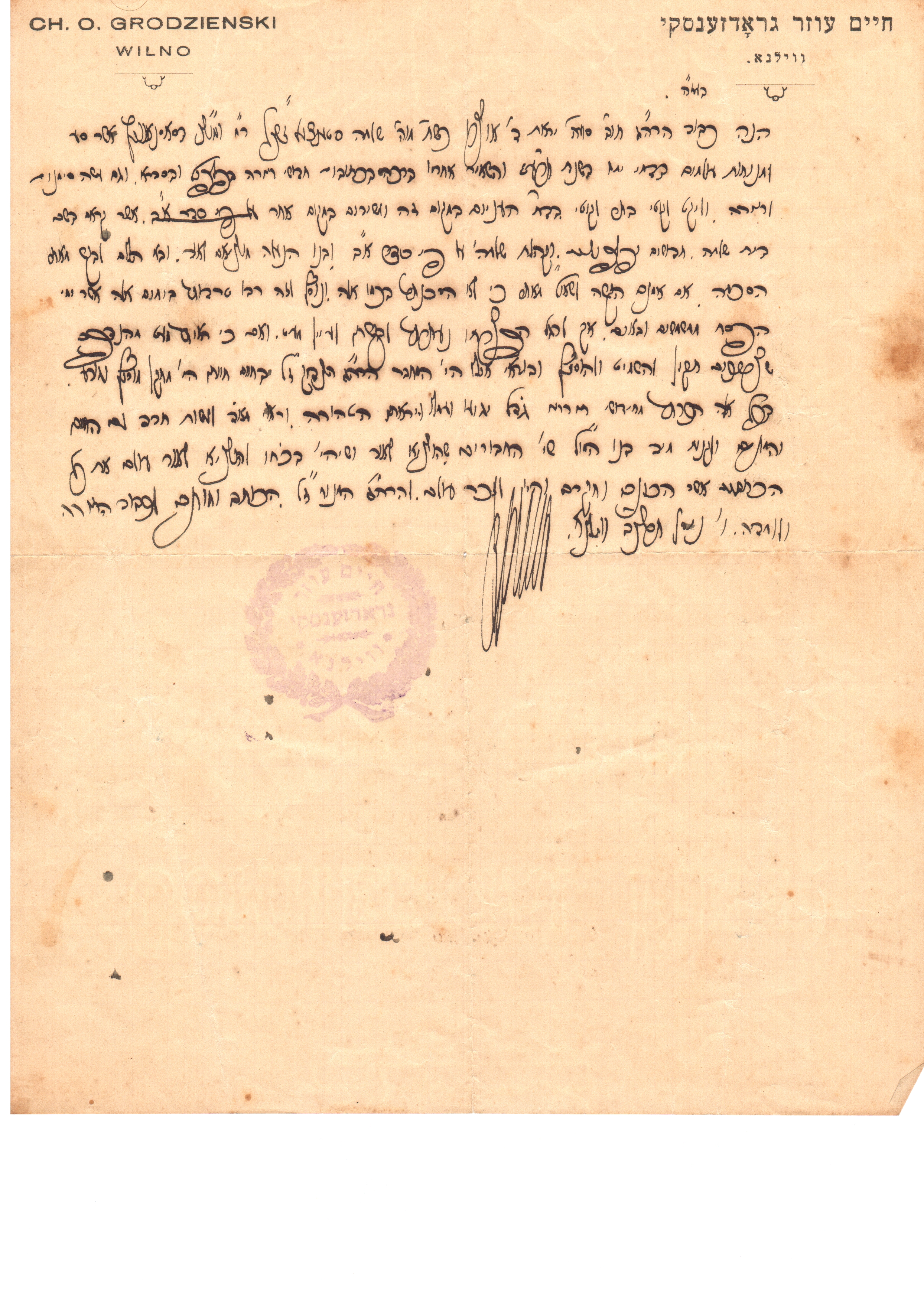
Одобрение раввином Хаим-Ойзером Гродзенским Kohelet Shlomo
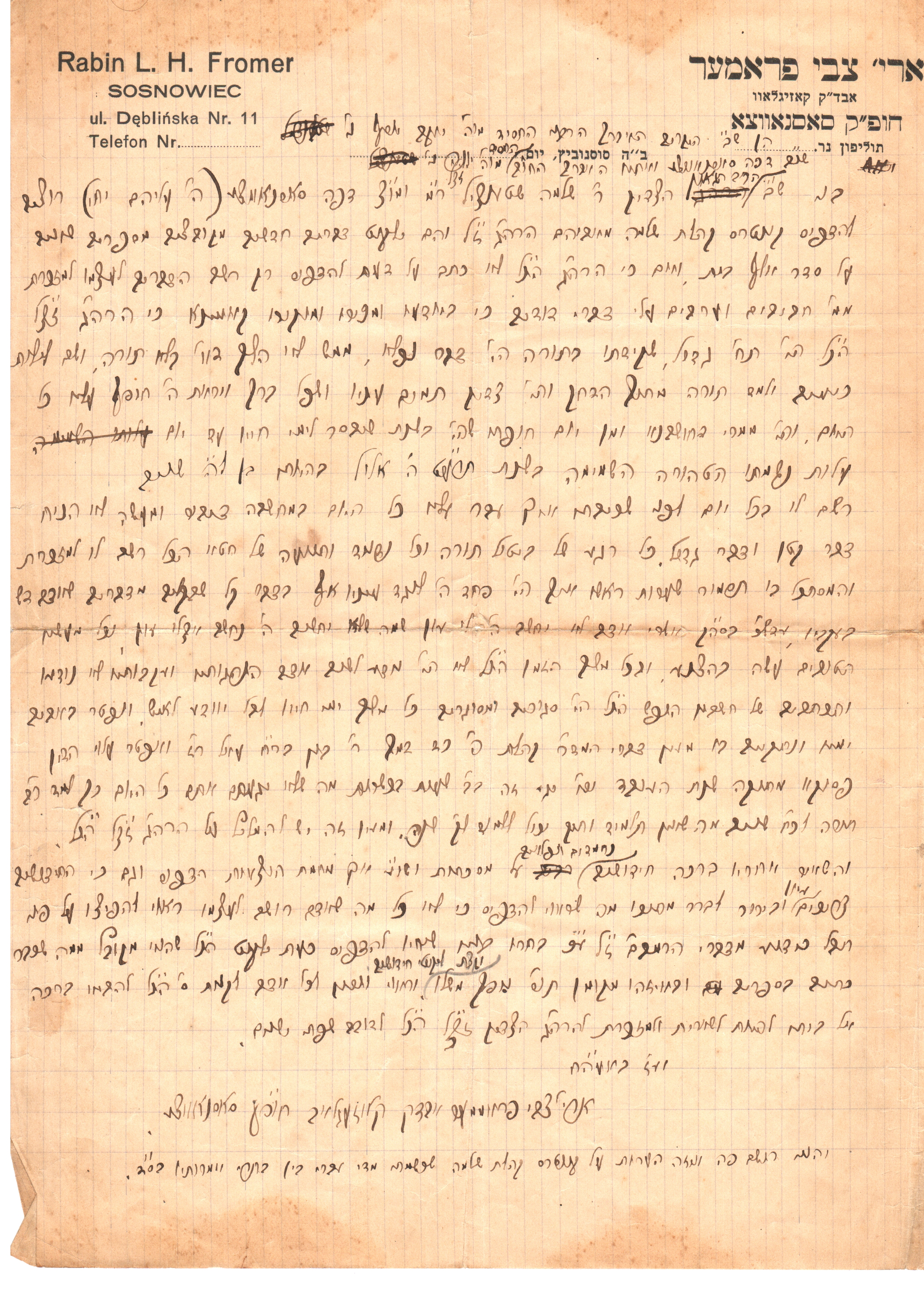
Одобрение раввином Арье Цви Фрумером[англ.] одной из книг Штенцла